# Terrell Davis
Terrell Lamar Davis (* 28. Oktober 1972 in San Diego, Kalifornien) ist ein ehemaliger US-amerikanischer American-Football-Spieler auf der Position des Runningbacks. Er spielte von 1995 bis 2001 für die Denver Broncos in der National Football League (NFL).
Davis gilt als einer der besten Runningbacks der 1990er Jahre und ist Mitglied im National Football League 1990s All-Decade Team. Er gewann mit den Broncos zweimal hintereinander den Super Bowl (XXXII, XXXIII) und wurde nach dem ersten zum Super Bowl MVP gewählt. Davis spielte dreimal im Pro Bowl (1996, 1997, 1998), wurde zweimal zum NFL Offensive Player of the Year (1996, 1998) und 1998 zum NFL Most Valuable Player (MVP) gewählt. Seit 2017 ist er Mitglied der Pro Football Hall of Fame.
Terrell Davis Spitzname ist „TD“ (dieselbe Abkürzung wird auch für Touchdown verwendet). Sein Markenzeichen war der "Mile High Salute", eine militärisch anmutende Geste an die Fans zur Feier nach einem Touchdown.

## Profikarriere
Nach seiner College-Zeit an der University of Georgia wurde Davis in der sechsten Runde des NFL Drafts 1995 von den Denver Broncos unter Head Coach Mike Shanahan ausgewählt. Trotz seiner späten Draft-Position gelang es Davis das Team in der Vorbereitung von sich zu überzeugen. So wurde er gleich in seiner ersten Saison 1995 zum Starter auf der Runningback-Position bei den Broncos. Er erlief in seiner Rookie-Saison 1.117 Yards und erhielt dafür von seinem Team am Ende der Saison einen lukrativen 5-Jahres-Vertrag.
Davis lief von 1996 bis 1998 in jeder Saison über 1.500 Yards, wobei er 1998 mit 2.008 Yards den damals drittbesten Saisonwert in der Geschichte der NFL aufstellte. Im Super Bowl der Saison 1997 gegen die Green Bay Packers stellte er mit drei Touchdowns einen neuen Rekord auf und wurde zum Super Bowl MVP gewählt. Die Broncos mit Quarterback John Elway holten damit nach vier erfolglosen Versuchen endlich ihren ersten Super-Bowl-Titel. Der Titel wurde in der Saison 1998 gegen die Atlanta Falcons erfolgreich verteidigt.
Ab 1999 wurde Davis zunehmend von Verletzungen geplagt und musste schließlich 2002 seine Karriere beenden. In sieben Spielzeiten erzielte Davis insgesamt 7.607 Yards im Laufspiel und 65 Touchdowns. Nach seiner aktiven Karriere begann Davis eine Laufbahn als TV-Analyst für das NFL Network.

## Ehrungen
Terrell Davis ist Mitglied im Ring of Fame der Denver Broncos. 2017 nahm die NFL ihn in die Pro Football Hall of Fame auf.